# 成田市立久住中学校
成田市立久住中学校（なりたしりつ くずみちゅうがっこう）は、千葉県成田市幡谷にある公立中学校。

## 概要
成田市の北部、成田市久住駅前土地区画整理地内に位置する。2002年、新東京国際空港（現・成田国際空港）の暫定滑走路供用に伴う移転事業により、一時、久住第一小学校敷地内に移転。2007年4月に現在地に移転開校した。

## 沿革
- 1947年（昭和22年） - 開校。
- 1974年（昭和49年） - 防音校舎が完成。
- 2002年（平成14年）4月1日 - 成田市土室827番地より、久住第一小学校の敷地内に移転。プレハブ仮校舎が完成。
- 2007年（平成19年）4月1日 - 現在地に新校舎が完成。

## 校長
- 佐々木英夫

## 通学区域
- 成毛、大生、幡谷、飯岡、荒海、磯部、水掛、大室、芝、小泉、土室、新泉、久住中央

## その他
- (財)広域関東圏産業活力化センター（GIAC）のグリーン電力基金の助成により、グラウンドにハイブリッド発電装置（0.127kW）が設置されている。